# Garcinia gummi-gutta
Garcinia gummi-gutta är en tvåhjärtbladig växtart som först beskrevs av Carl von Linné, och fick sitt nu gällande namn av N. Robson. Garcinia gummi-gutta ingår i släktet Garcinia och familjen Clusiaceae.

## Underarter
Arten delas in i följande underarter:
- G. g. conicarpa
- G. g. papilla

## Bildgalleri

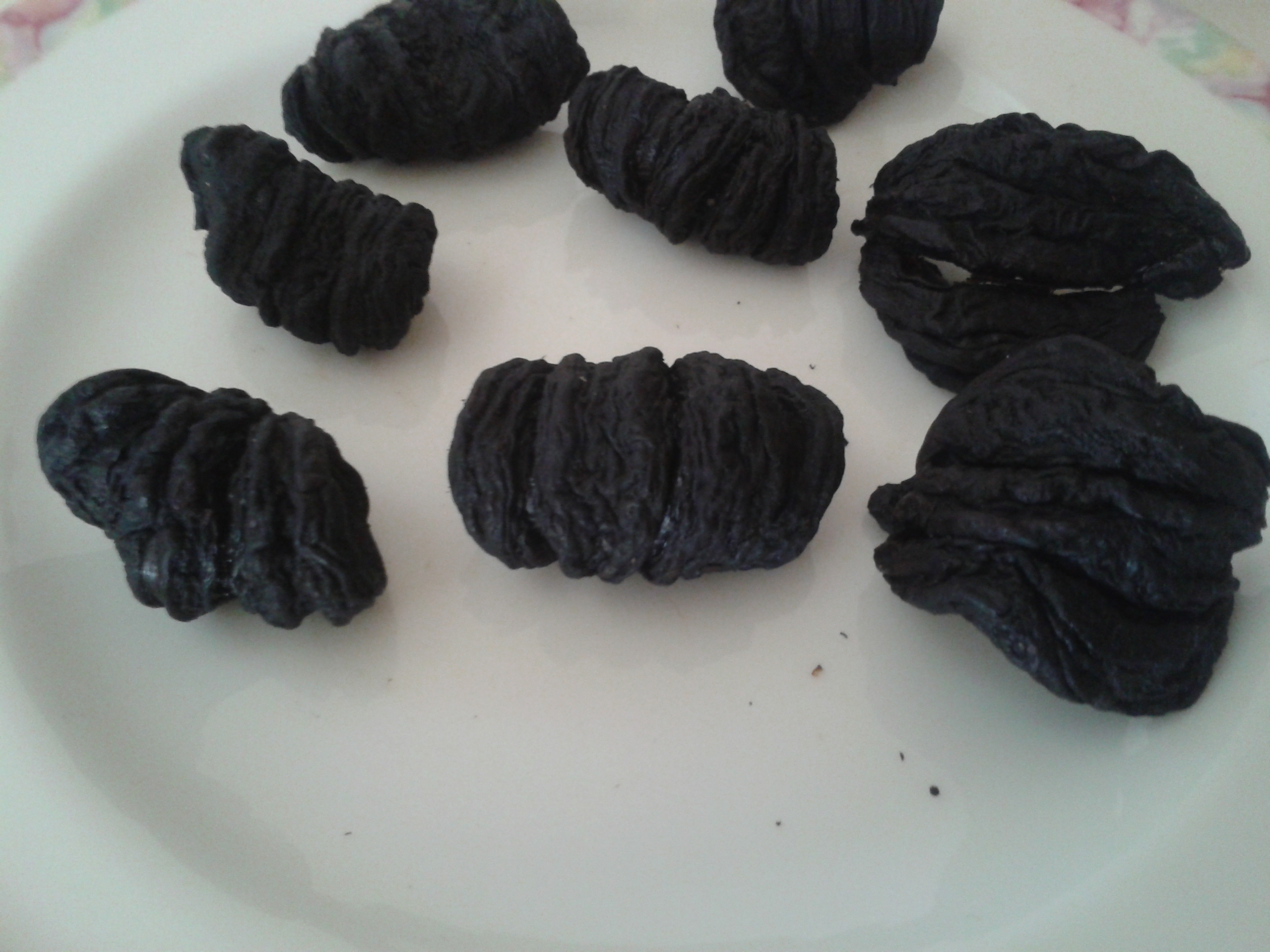
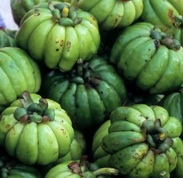
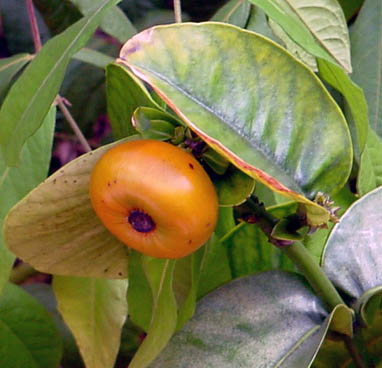
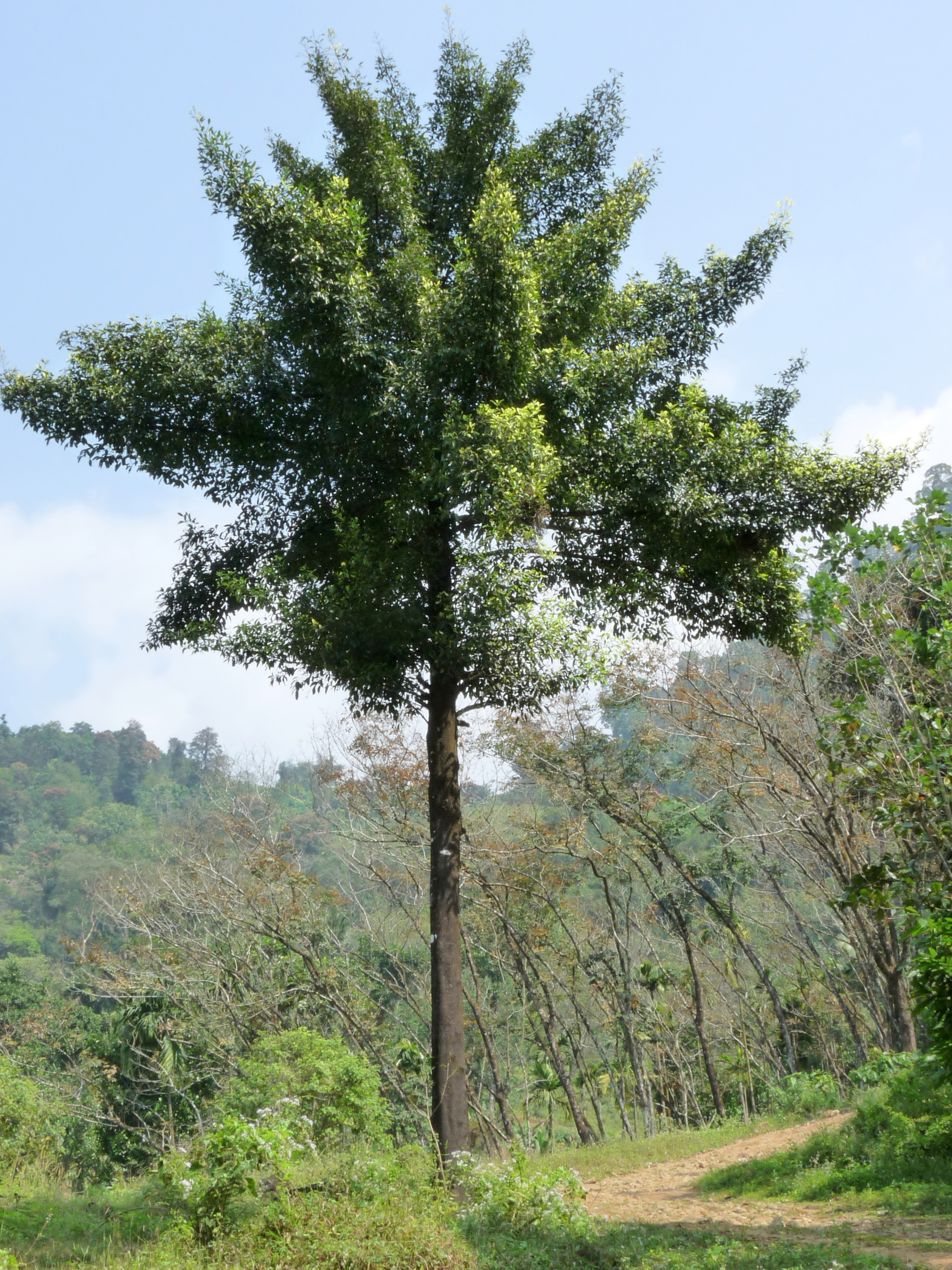
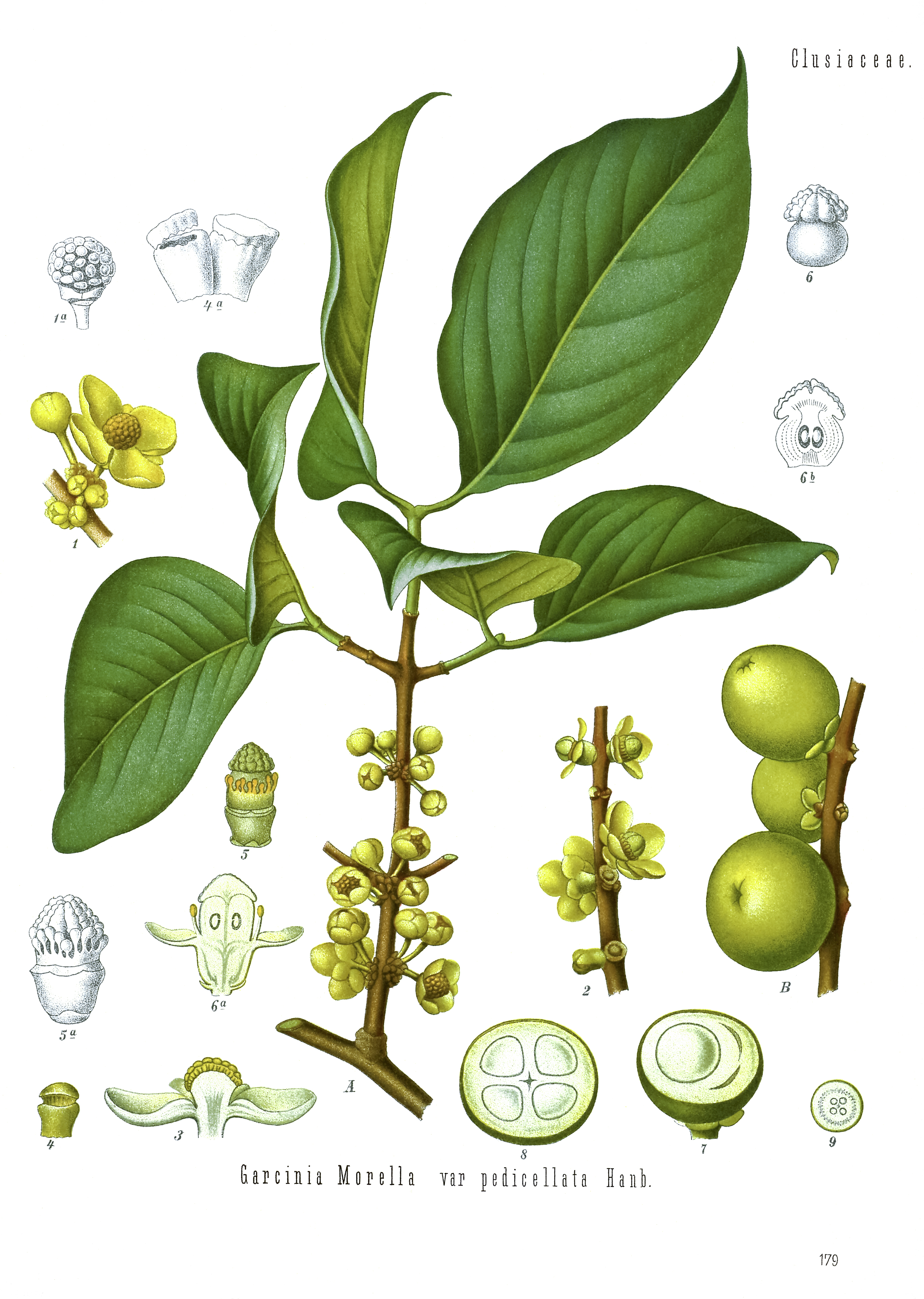
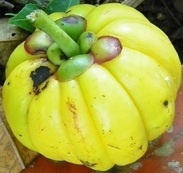